# Radziuny (sielsowiet Grodzie)
Radziuny – dawny folwark. Tereny, na których był położony, leżą obecnie na Białorusi, w obwodzie grodzieńskim, w rejonie oszmiańskim, w sielsowiecie Grodzie.

## Historia
W czasach zaborów folwark w okręgu wiejskim Suchodoły, w gminie Polany, w powiecie oszmiańskim, w guberni wileńskiej Imperium Rosyjskiego. W 1866 roku liczył 5 mieszkańców w 1 domu, własność Kundziewiczów. W 1905 roku wymieniono dwa folwarki. Pierwszy liczył 13 mieszkańców, 120 dziesięcin; drugi liczył 28 mieszkańców, 20 dziesięcin, własność Kundzicza.
W latach 1921–1945 folwark leżał w Polsce, w województwie wileńskim, w powiecie oszmiańskim, w gminie Polany.
W 1931 w 2 domach zamieszkiwało 8 osób.
Wierni należeli do parafii rzymskokatolickiej wCudzieniszkach. Miejscowość podlegała pod Sąd Grodzki w Oszmianie i Okręgowy w Wilnie; właściwy urząd pocztowy mieścił się w Oszmianie.